# Чан Санта Круз
Чан Санта Круз (шп. Chan Santa Cruz, мајатан Xbalam Na Kampocolche Chan Santa Cruz, „Мали свети крст“), је био политички и религиозни центар истоимене независне државе народа Маја на полуострву Јукатан (данас у мексичкој савезној држави Кинтана Ро) током Рата касти од 1847. до 1901. године.
Независна држава Маја се простирала од Тулума на северу до границе Британског Хондураса на југу. У њој је живело 30.000 становника, искључиво Маја. Главни град је 1860. имао око 300 кућа са 2.000 до 7.000 становника. Ратници ове државе су били познати под именом крузоби (los Cruzoob).
Једна од најинтересантнијих карактеристика овог друштва била је појава нове религије, поштовања култа „Крста који говори“. То је била комбинација каточичанства са веровањима и традицијама народа Маја. Култом су управљалки тумачи говора светог крста, за које се веровало да преносе Божије поруке. 
Мексичка армија је заузела Чан Санта Круз почетком 20. века. Мировни уговор је потписан 1935. по коме су Маје признале врховну власт Мексика. 
Данас се на месту насеља Чан Санта Круз налази општина Фелипе Кариљо Пуерто. 